# デニニオ・ムリンヘン
デニニオ・ムリンヘン（ムーリンゲン、Dehninio Muringen、1999年2月1日）は、オランダ・アムステルダム出身のサッカー選手。ローダJC所属。ポジションはDF。

## クラブ経歴
2018年7月、ADOデン・ハーグのリザーブチームに加入し、Bチームで公式戦14試合に出場した。翌シーズンの2019-20シーズンにトップチームへと昇格し、2019年11月23日、ヴィレムII戦でトップチームデビューを果たした。
2022年1月6日、ローダJCに移籍した。

## 人物
兄のケヴィン・ムリンヘンもデニニオと同じくサッカー選手であり、DFとしてプレーしている。